# Abdul Qadeer Khan
Pour les articles homonymes, voir Khan (homonymie) et AQK.
Abdul Qadeer Khan (AQK), né le 1er avril 1936 à Bhopal (Inde) et mort le 10 octobre 2021 à Islamabad,, est un scientifique et entrepreneur pakistanais. Il est connu comme le père de la bombe atomique au Pakistan et pour son rôle dans la prolifération nucléaire au profit de la Corée du Nord, de la Libye, de l'Iran et de l'Irak,,,,. 

## Biographie

### Origines et jeunesse
Khan a 11 ans, en 1947, lors du retrait des colonisateurs britanniques et de la partition sanglante du sous-continent. Il vit à Bhopal, en Inde, où son père est instituteur. Cinq ans plus tard, sa famille rejoint le Pakistan, nouvelle terre d'accueil des musulmans du sous-continent.  
Abdul Qadeer Khan devient Physicien à l'université de Karachi. Élève doué, Abdul Qadir reçoit une bourse, en 1960, pour aller étudier à Berlin-Ouest, avant d'obtenir le diplôme de doctorat de l'université catholique de Louvain (Belgique) et de se rendre à Delft (Pays-Bas). Ingénieur en métallurgie physique, il est employé dans un laboratoire de recherche à Amsterdam. En 1974, il apprend que l'Inde vient de procéder à un essai nucléaire et écrit au président Bhutto.

### Le père de l'arme pakistanaise
Le physicien effectue alors un stage rémunéré au sein de Fysisch Dynamisch Onderzoekslaboratorium (FDO), un laboratoire chargé de construire des centrifugeuses pour un consortium anglo-germano-néerlandais, filiale d'Ultra Centrifuge Nederland (UCN), un partenaire d'Urenco situé aux Pays-Bas. Urenco gère une usine d'enrichissement d'uranium et fabrique des centrifugeuses destinées à la production des isotopes 235 et 238 de l'uranium, éléments indispensables à la fabrication de la plupart des armes nucléaires. Vu la nature sensible du domaine, les renseignements néerlandais enquêtent sur lui mais ne trouvent rien de suspect et l'autorisent à travailler. 
L'une de ses tâches principales consiste à traduire d'allemand en néerlandais, et vice versa, la plupart des documents sensibles, et notamment à partir de 1974 les plans d'une toute nouvelle centrifugeuse, dite verticale.  Trois mois durant, Khan se livre à un espionnage industriel : il copie et photographie tout ce dont il a besoin, y compris une liste des entreprises vendant le matériel nécessaire ainsi que le plan des centrifugeuses. 
Quand il rentre au Pakistan, à la fin de 1974, il est reçu par le Premier ministre et est autorisé à créer un centre de recherche et de production d'uranium enrichi à Kahuta, à proximité d'Islamabad. Il est condamné par contumace pour espionnage par la justice néerlandaise mais est acquitté en appel pour des raisons de procédure. Responsable d'une des deux filières du programme nucléaire pakistanais pour acquérir la bombe atomique, il dirige le Khan Research Laboratories (KRL). 
Il met en place un réseau international pour se procurer le matériel nécessaire à l’enrichissement nucléaire en montant de nombreuses sociétés écrans.  
Des responsables commerciaux, des entrepreneurs et des scientifiques allemands, français, néerlandais et suisses sont invités pour lui vendre des produits de haute technicité et Khan achète déjà au-delà des besoins propres du Pakistan. En 1983, la Chine fournit au Pakistan les plans d'une bombe atomique. Quelques mois avant le premier essai nucléaire pakistanais, l'équipe du docteur Khan commence à publier des articles dans les journaux scientifiques mondiaux sur des méthodes d'essai de centrifugeuse. En Occident, de telles publications auraient été classées secrètes mais le Docteur Khan se vante de vouloir percer « les nuages de ce soi-disant secret ». 
En mai 1998, le Pakistan procède à six essais nucléaires. À la suite du premier essai nucléaire pakistanais, il est considéré comme un véritable héros national au Pakistan.

#### Les États-Unis, complices?
Une possibilité est que l'espionnage industriel aux Pays-Bas ne soit qu'un mensonge inventé par Dr Khan. En effet, un stagiaire étranger dans un pays de l'OTAN ne peut que très difficilement s'emparer de documents aussi sensibles. Dans cette hypothèse, les États-Unis l'auraient alors laissé faire afin de soutenir le Pakistan face à l'Inde sans pour autant en porter la responsabilité.

### Le marché noir mondial des armes nucléaires

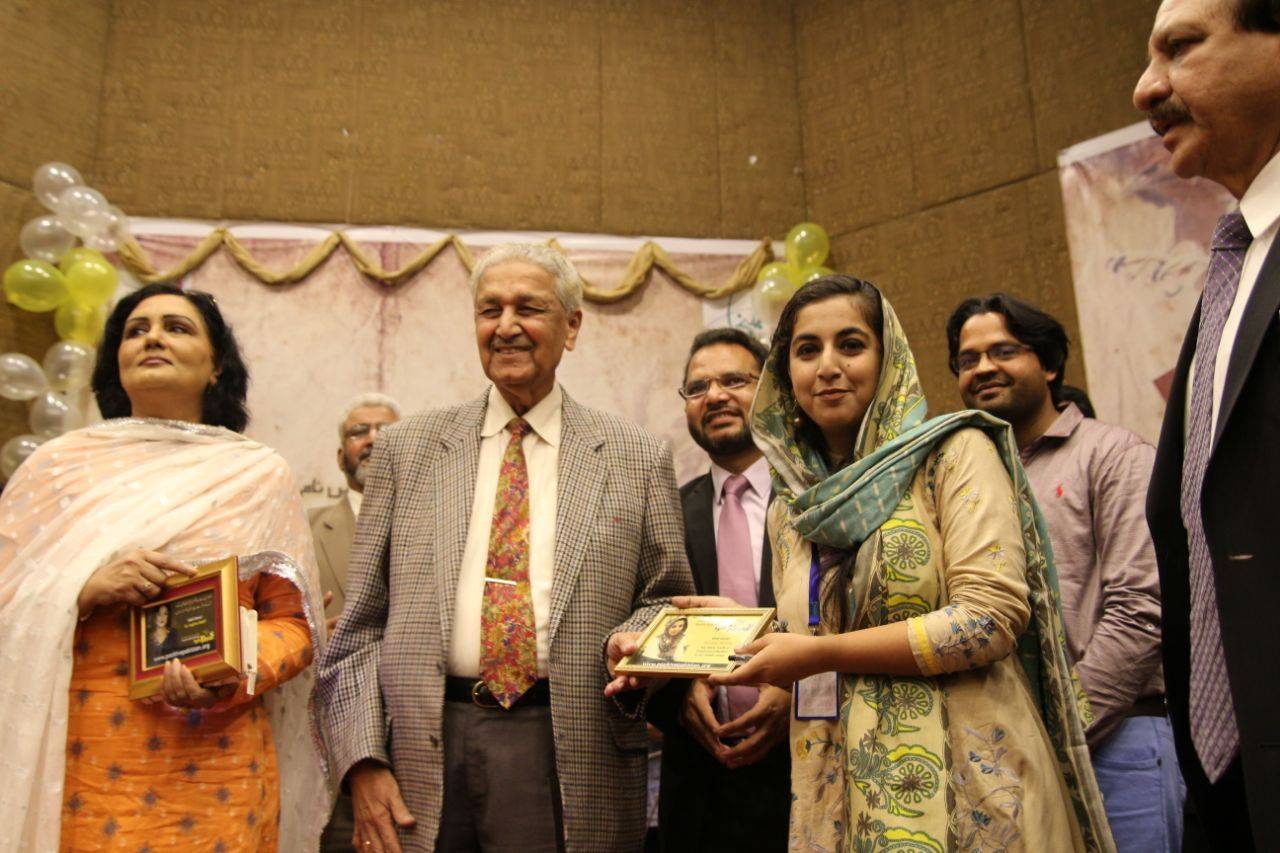
Abdul Qadeer Khan en 2017.

Le docteur Khan engage ensuite des transactions avec au moins cinq États : l'Irak, l'Iran, la Syrie, la Corée du Nord et la Libye, ce qui déclenche la fureur des Américains. À partir de Dubaï, il dirige ses opérations . Le réseau Khan, selon un rapport de juin 2008 de l'ancien inspecteur de l'AIEA et chercheur à l'ISIS David Albright, aurait notamment vendu des plans d'armes nucléaires compactes parfaitement adaptées aux vecteurs balistiques développés par des pays tels que l'Iran.
Une  trentaine  d'entreprises, dont plusieurs sociétés écran basées a Dubaï, sont utilisées par le docteur Khan. L’affaire Scomi (2004) a montré l'implication de sociétés basées en Malaisie.
En 1987, en pleine guerre Iran-Irak, le Dr Khan se rend en Iran pour proposer le plan de sa centrifugeuse. Il vend d'abord des plans, puis des dizaines de centrifugeuses en état de marche . En octobre 1990, l’Irak fut également approché par le réseau Khan. Cependant, aucune suite ne fut donnée à son offre, Saddam  Hussein craignant  alors  un piège. Le docteur Khan est propriétaire d'un hôtel à Tombouctou, le Hendrina Khan hôtel, du nom de l'épouse néerlandaise du docteur.  Cet hôtel serait l'une des dizaines d'entreprises commerciales du scientifique nucléaire. Le Dr Khan, pour construire son hôtel à Tombouctou, aurait utilisé un avion de transport C-130 de la Pakistan Air Force au début des années 2000 pour transporter des meubles en bois sculpté. L'avion a atterri à l'aéroport de Tripoli en Libye et la cargaison a ensuite été emmenée à Tombouctou par la route car il n'a pas pu atterrir au Mali. Le Dr Khan a lui-même accompagné le mobilier d'Islamabad. 

#### Motivations
D'après le rédacteur en chef du magazine Foreign Policy, Moisés Naím, même si ces actions comportent assurément un caractère idéologique ou politique, les motivations d'Abdul Qadeer Khan restent essentiellement financières. En témoignent, selon lui, les manœuvres commerciales, la présence de la Corée du Nord dans les échanges ainsi que son patrimoine immobilier. 

Pour Bruno Tertrais, Maître de recherche à la Fondation pour la Recherche Stratégique (FRS) : 

« les motivations de Khan étaient complexes et évolutives (…) La motivation première semble avoir été d'assurer la légitimité de son rôle dans l'édification de la force nucléaire pakistanaise (…) Deuxième motivation, qui a pris davantage d'importance au fil du temps : l'enrichissement personnel. Enfin, troisième élément important et d'importance variable selon les hypothèses : la volonté plus ou moins diffuse de la part de Khan de voir d'autres pays musulmans accéder au nucléaire. »

### Chute
En 2003, les Américains ordonnent des sanctions contre son entreprise, des informations sont transmises aux agents allemands et italiens sur un navire allemand, le BBC China, en provenance de Malaisie, et transportant du matériel nucléaire vers la Libye,,. La fuite aurait été organisée par la Libye, le colonel Kadhafi souhaitant rejoindre de nouveau le concert des nations. 
Il a reconnu, en janvier 2004, avoir participé à un trafic d'armes nucléaires à destination de la Corée du Nord, de la Libye et de l'Iran, contribuant à la prolifération nucléaire depuis les années 1980. L’homme a dû « confesser » ses fautes à la télévision publique pakistanaise. Cette mise en scène, destinée à calmer la colère des États-Unis, a choqué les Pakistanais, qui y ont vu l’humiliation d’un héros national. Le général Pervez Musharraf lui accorde son pardon et le fait placer en résidence surveillée à partir de 2004 et ni les Américains ni les agents de l'AIEA ne sont autorisés à l'interroger, au grand regret du gouvernement américain,. Il est finalement autorisé à circuler librement en 2009,,.  
Pour certains observateurs, le gouvernement pakistanais et l'armée pakistanaise ne pouvaient ignorer les activités du docteur Khan.  
En Suisse, les dirigeants d'une société fabriquant des éléments utiles à l'assemblage de centrifugeuses sont poursuivis après la découverte de plus de 30 000 fichiers de plan d'armes nucléaires sur leurs ordinateurs et leur destruction par le gouvernement suisse sous pression américaine,. En Allemagne, plusieurs entreprises sont poursuivies par la justice. Friedrich Tinner avait fondé la société dans les années 1970, avant d'être rejoint par ses deux fils ingénieurs, Urs et Marco. Officiellement engagés comme agents par la CIA, l'informant sur les activités d'Abdul Qadir Khan, ils auraient ainsi empoché plus de trois millions de dollars sur des comptes bancaires dans les Caraïbes. Les trois dirigeants d'entreprise finissent par signer un accord avec la justice suisse, pour éviter d'étaler encore plus l'affaire en public et de révéler leurs liens très controversés avec l'agence.

## Héritage

### Cinéma
- Mission Majnu (2023), il est interprété par l'acteur Mir Sarwar.

### Filmographie
- Nuclear Secrets The Terror Trader - Pakistani Rogue Scientist A Q Khan's Nuclear Proliferation - Documentaire de la BBC